# Yponomeuta cuprea
Yponomeuta cuprea is een vlinder uit de familie van de stippelmotten (Yponomeutidae). De wetenschappelijke naam van de soort werd in 1901 gepubliceerd door Edward Meyrick.